# Камелот 30К
«Камелот 30К» (англ. Camelot 30K) — жорсткий науково-фантастичний роман американського фізика та письменника Роберта Л. Форварда, опублікований у 1993 році видавництвом Tor Books. Сюжет роману переважно стосується концепції людського контакту та взаємодії з королівством розумного інопланетного життя, яке проживає в замороженому світі, де температура навколишнього середовища становить лише 30 К або −240 °C (звідси й назва книги). У «Камелоті 30К» Роберт Л. Форвард використовує екстримально низькотемпературну хімію, щоб пояснити унікальну біологію та анатомію інопланетян.

## Сюжет
У 2009 році люди вступають в контакт з першими інопланетянами. Сигнал надходить поза меж Нептуна і навіть Плутона, а з ZX 1999 року, небесного тіла, яке за розміром є середнім між кометою і планетою, розташований у поясі Койпера на відстані 35 а.о. від Сонця. Двадцять років потому вони посилають наукову групу на цей маленький, скутий льодом планетоїд у найвіддаленіших куточках Сонячної системи в хмарі Оорта.
Цей холодний темний планетоїд виявляється справді дивовижним світом. Існує лише тонка атмосфера водню, майже вакуум, а середня температура становить близько 30 К (-243 °C, -406 °F), лише водень, гелій і неон знаходяться в газоподібному стані, а майже все інше — у твердому. Але в цьому крижаному, замерзлому світі життю вдається процвітати: кераки, які не перевищують кількох сантиметрів у довжину, нагадують «великі одноокі креветки, одягнені в вишуканий одяг». Кераки, попри свої невеликі розміри, побудували досить великі міста і розвинули складне суспільство на своєму планетоїді, який вони назвали «Лід». У них є колективістське суспільство, схоже на вулик, з багатою культурою, яке нагадує Англію часів короля Артура.
Перший контакт відвідувачів — жінка-кераків Мерлін, чарівниця міста кераків Камалор. Самі люди, будучи занадто гарячими та великими, непридатні для прямого контакту з тубільцями в цьому прохолодному світі. Тому замість цього вони створили «телеботів», за допомогою яких вони можуть спілкуватися з Мерлін та іншими кераками.
Мерлін розвиває прихильність до спілкування з людьми, і зрештою люди та кераки дізнаються багато про світи та культури один одного. Люди також навчають Мерлін більше про науку та технології, які, на думку людей, сприятимуть розвитку раси кераків. Вчені-люди також розкривають таємниці щодо джерела енергії кераків, які виділяють внутрішню гранулу урану та пом’якшують його розпад за допомогою багатого бором панцира, щоб забезпечити внутрішнє тепло. Щоразу, коли керак гине, його окатишка береться на зберігання королевою колонії. Вчені виявляють трагічне завершення життєвого циклу кераків майже надто пізно, щоб врятувати Мерлен; коли колонія кераків накопичувала достатньо великий запас, матка інстинктивно влаштовувала його таким чином, щоб викликати ядерний вибух, вириваючи спори керака з об’єкта пояса Койпера, щоб колонізувати інші об’єкти в поясі.
Оскільки колонія кераків була підірвана в процесі, жоден живий керак не знав про їх долю. Книга завершується тим, що Мерлін вирушає в подорож, щоб попередити інші колонії про наслідки збільшення їх запасів.

## Назва ZX 1999
Форвард створив вигадане ім’я, назвавши свою малу планету. Як показують попередні позначення малих планет, назва у вигляді «1999 ZX» неможлива. Можливо, він зробив це навмисно, щоб уникнути плутнини зі справжньою малою планетою, яка «вкраде» назву, наприклад, справжній астероїд (14677) 1999 XZ.